# Picot del Chocó
El picot del Chocó (Veniliornis chocoensis) és una espècie d'ocell de la família dels pícids (Picidae) que habita la selva humida de les terres baixes a l'oest de Colòmbia.